# Natalia Cigliuti
Natalia Cigliuti (New York, 6 settembre 1978) è un'attrice statunitense.

## Biografia
Di origine latino americana (Uruguay) e italiana, ha iniziato la carriera di attrice a 14 anni. A 15 ha esordito in tv nella serie Bayside School - La nuova classe.
Conosciuta per aver interpretato i ruoli di Samantha Harper nella serie televisiva The Glades e dell'avvocato Roberta Gilardi in Avvocati a New York.

## Filmografia parziale

### Cinema
- Super agente speciale (Simon Sez), regia di Kevin Alyn Elders (1999)
- Uno spostato sotto tiro (Held Up), regia di Steve Rash (1999)
- Le avventure di Joe Dirt (Joe Dirt), regia di Dennie Gordon (2001)
- Hollywood Horror, regia di Bernt Amadeus Capra (2008)
- Ubriachi d'amore (Drunk Parents), regia di Fred Wolf (2019)

### Televisione
- Bayside School - La nuova classe (Saved by the Bell: The New Class) – serie TV, 65 episodi (1993-1995)
- La valle dei pini (All My Children) – soap opera, 31 puntate (2004-2006)
- G.I. Joe: Renegades – serie animata, 25 episodi (2010-2011) – voce
- Avvocati a New York (Raising the Bar) – serie TV, 24 episodi (2008-2009)
- The Glades – serie TV, 5 episodi (2011)
- This Is Us – serie TV, episodi 1x04-3x05 (2016-2018)
- Deputy – serie TV, 11 episodi (2020)

## Doppiatrici italiane
- Stella Musy in The Glades
- Federica De Bortoli in Deputy